# Marième Badiane
Marième Badiane (Brest, 24 de novembro de 1994) é uma jogadora de basquete francesa.

## Carreira
Começou sua carreira no Federal Center onde passou três anos e assinou seu primeiro contrato profissional com a Roche Vendée da Ligue 2. Ela disse "Aix e Mondeville me fizeram ótimas ofertas (...) mas escolhi a opção da Ligue 2 com a Roche Vendée, para ter mais tempo de jogo e ganhar experiência gosto muito do projeto esportivo e posso continuar meus estudos de biologia com facilidade" então.
Ela ficou lá apenas um ano e se juntou a outro time da Ligue 2, o Champagne Basket Reims. Embora cortejada durante o verão por clubes belgas e LFB, ela optou por ficar mais uma temporada no Champagne Basket Reims para concluir seu curso de biologia antes de iniciar uma carreira exclusivamente esportiva.
Após uma boa temporada no Champagne Basket Reims (12,1 pontos e 8,1 rebotes em média), ela assinou em abril (2015) na LFB pelo Mondeville.
No final da temporada 2016-2017, ela estava se inscrevendo por três temporadas no ASVEL, clube recentemente assumido por Tony Parker. Depois, a partir de novembro (2019), renovou o seu compromisso com a ASVEL para o período 2020-2023. Ela está pulando a temporada 2020-2021 da LFB devido à maternidade.
Ela voltou a competir com sucesso em 2022-2023 na BLMA e continuou no ano seguinte (11,7 pontos e 6,4 rebotes em 9 partidas e 14,8 pontos e 5,2 rebotes na EuroCup Feminina), mas foi contratada em fevereiro (2023) pela potência turca Fenerbahçe, dirigida por Valérie Garnier, para fortalecer seu elenco na EuroLeague Women, onde ela ganhou a EuroLeague Feminina de 2023–24.
Nos Jogos Olímpicos de Verão de 2024, em Paris, conquistou a medalha de prata no torneio feminino do basquetebol, após confronto na final contra a equipe dos Estados Unidos.